# Enicospilus philippinensis
Enicospilus philippinensis är en stekelart som först beskrevs av Per Abraham Roman 1913.  Enicospilus philippinensis ingår i släktet Enicospilus och familjen brokparasitsteklar. Inga underarter finns listade i Catalogue of Life.